# Штеттфельд
Штеттфельд (нім. Stettfeld) — громада в Німеччині, розташована в землі Баварія. Підпорядковується адміністративному округу Нижня Франконія. Входить до складу району Гасберге. Складова частина об'єднання громад Ебельсбах.
Площа — 11,16 км2. Населення становить 1143 ос. (станом на 31 грудня 2020).

## Галерея

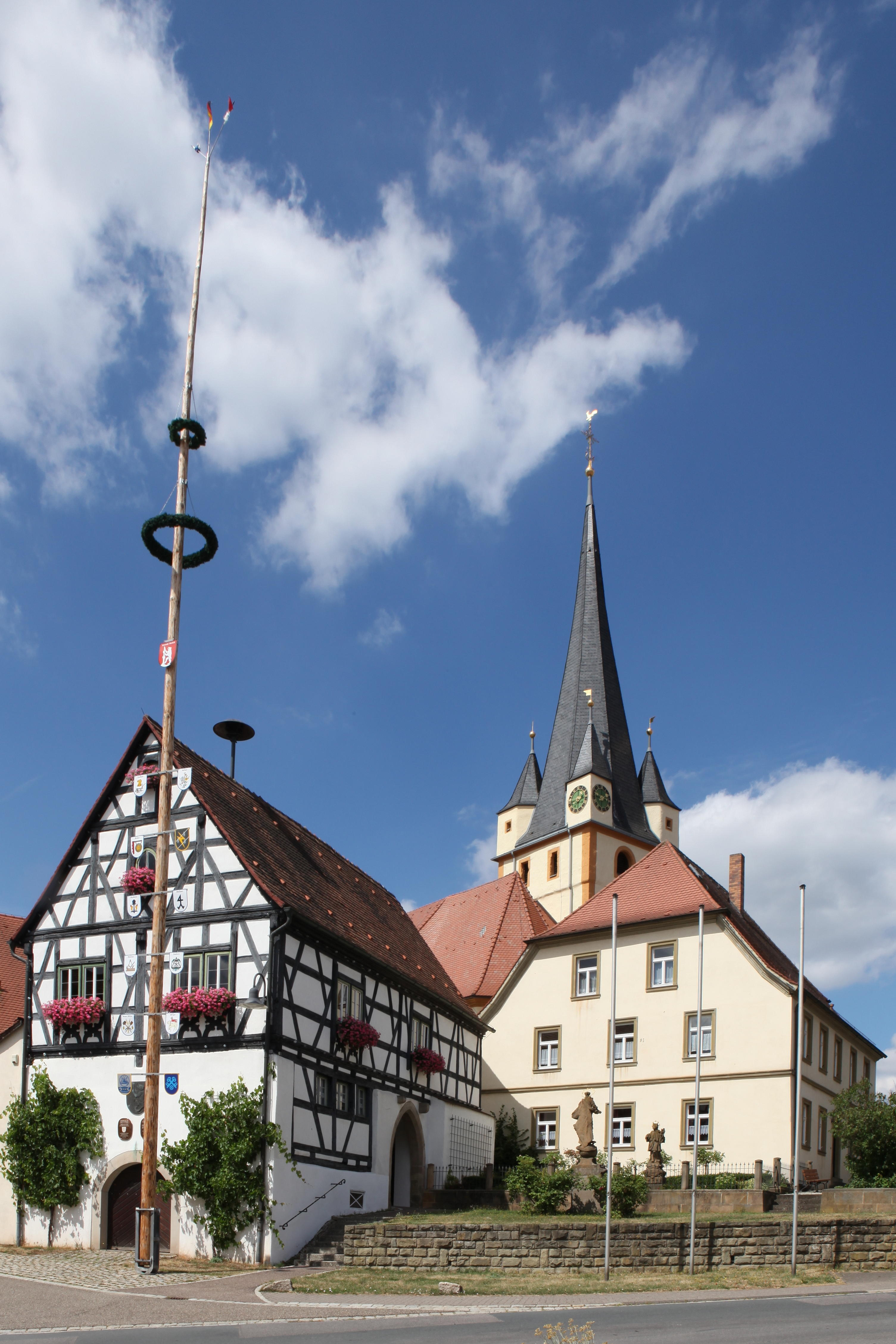
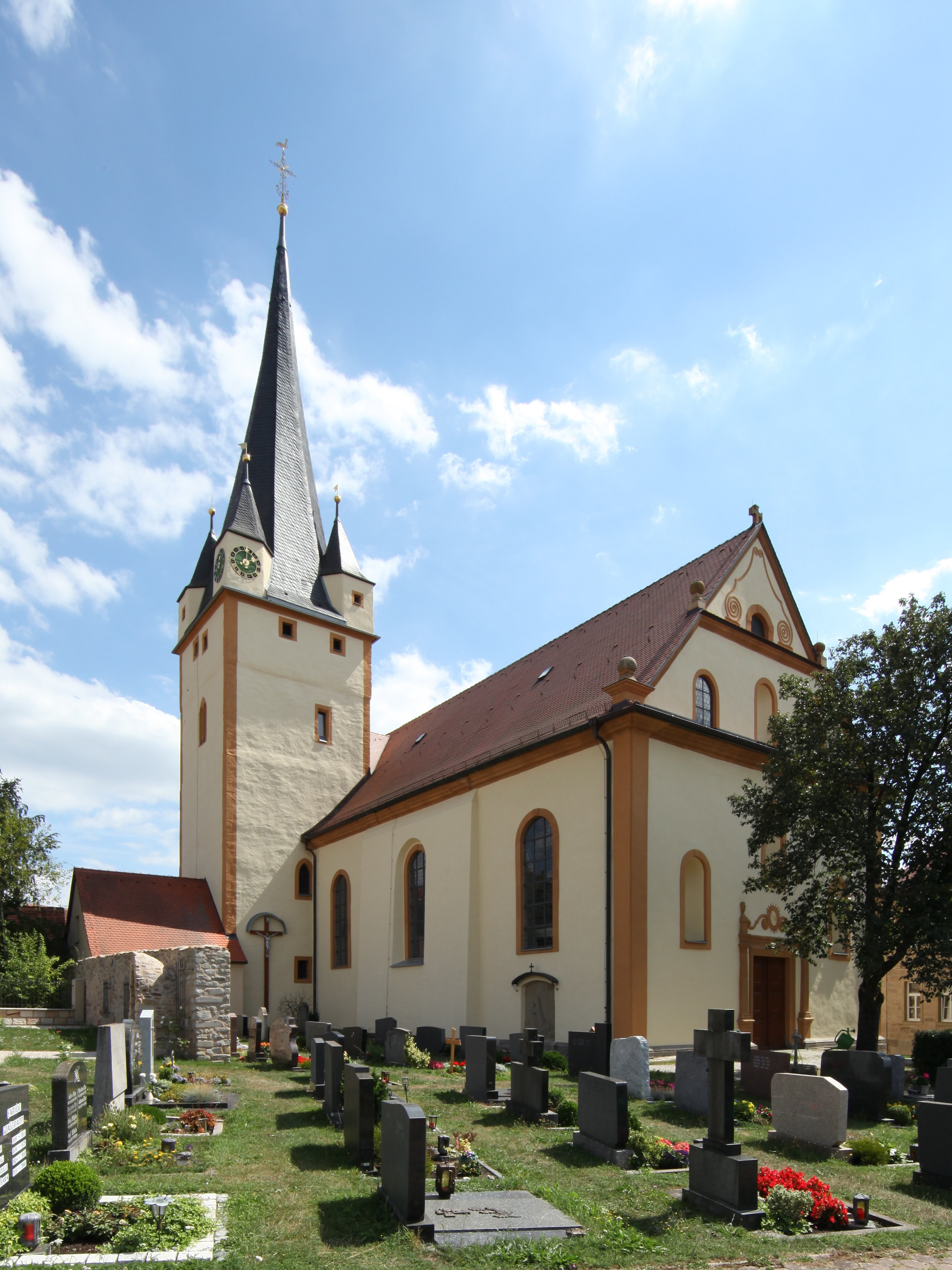
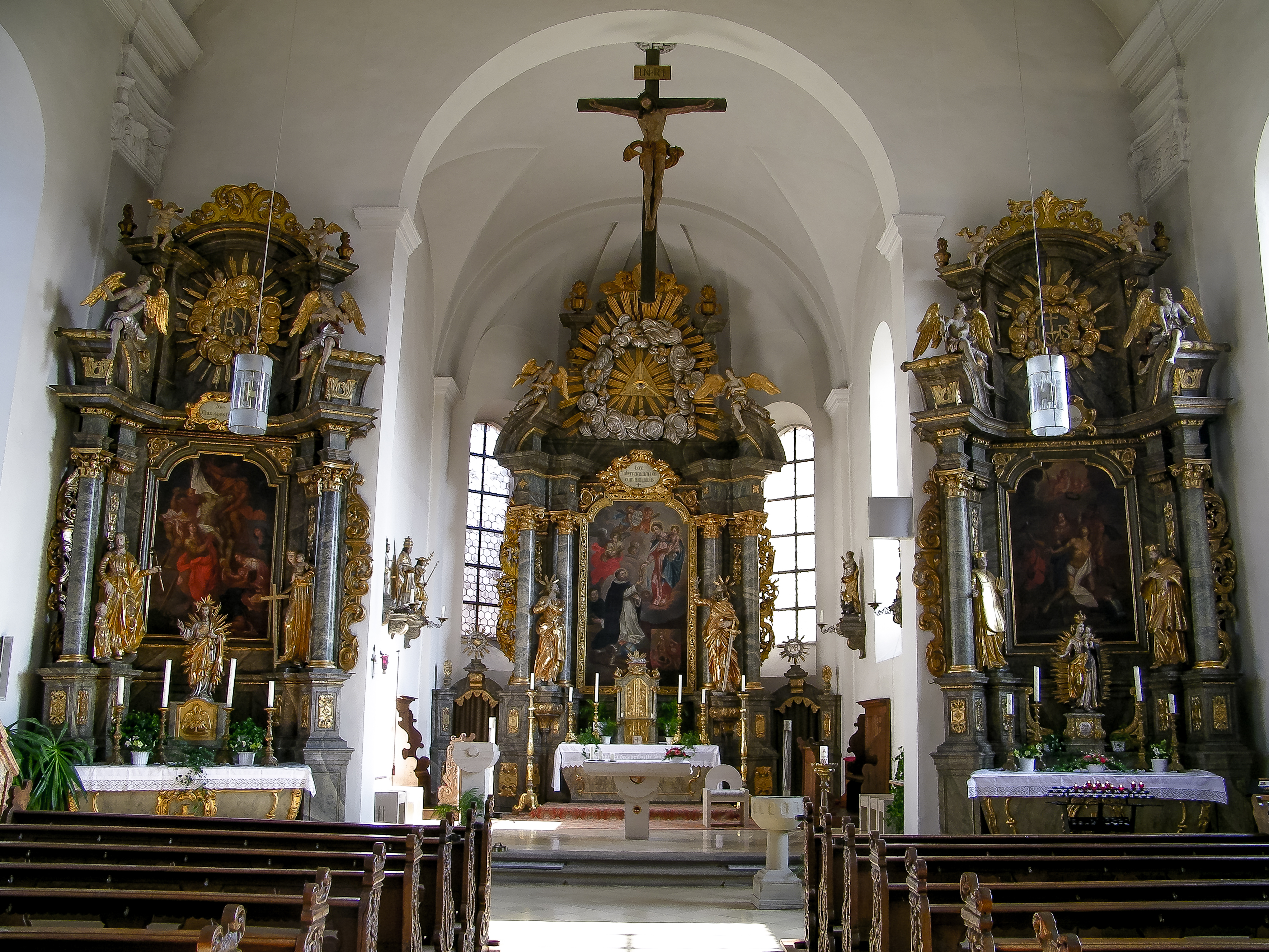